# Orbán Mária (festő)
Orbán Mária (Kecskemét, 1961. szeptember 19. − Budapest, 2003. január) magyarországi cigány festőművész.

## Életútja
Kecskeméten élt családjával, válása után Budapestre költözött gyermekeivel. Ebben az időben kezdett el rajzolni, festeni, a Postás Művelődési Házban Csordás Zoltán grafikusnál képezte képzőművészeti tudását. Kedvenc műfaja a csendélet volt. 2001-től bekapcsolódott a Cigány Ház alkotótábori munkájába, ígéretes festői pályafutásának 2003 januárjában bekövetkezett hirtelen halála vetett véget. A 2009-es Cigány festészet című albumban megjelentették szakmai életrajzát és két olajfestményét.

## A Cigány festészet című albumba beválogatott képei
- Virágcsendélet (olaj, farost, 60x80 cm, 2001)
- Csendélet II. (olaj, farost, 42x43 cm, 2002)[1]